# Oospila perrupta
Oospila perrupta är en fjärilsart som beskrevs av W. Warren 1900. Oospila perrupta ingår i släktet Oospila och familjen mätare. Inga underarter finns listade i Catalogue of Life.